# Zvole (tvrz, okres Šumperk)
Zvole je zaniklá tvrz ve stejnojmenné obci Zvole přibližně 5 km jihovýchodně od Zábřeha. Poprvé je uváděna v roce 1273 v listině olomouckého biskupa Bruna ze Schauenburku (1245–1281). Ten v ní vymezil územní pravomoci mohelnického rychtáře, pod něhož spadala i ves Zvole, uváděná v listinách jako Smola. Přibližně od dvacatých let 14. století se Zvole stala lénem olomouckých biskupů. 
Tvrz stávala ve středu obce nedaleko dnešního kostela, v místech, kde bylo později budováno nové zdravotní středisko. Při jeho stavbě v letech 1975–1976 se tu také při kopání základů našly zlomky středověké keramiky, které je možno datovat do 14. až 15. století.

## Historie
Zvolská tvrz byla sídlem zdejších vladyků. Od roku 1370 zde sídlil první známý vladyka – Václav ze Zvole. Stala se i rodištěm dvou pozdějších olomouckých biskupů. Prvním z nich byl Kuneš ze Zvole (1430–1434), který byl současně administrátorem pražského arcibiskupství a zúčastnil se jednání basilejského koncilu, kde usiloval o návrat Čechů pod vliv Říma. Na zpáteční cestě však v Ulmu umřel.
Druhým biskupem byl Bohuslav ze Zvole (1454–1457), vynikající znalec kanonického práva. Zemřel  ve Vídni a existuje podezření, že snad byl otráven svými náboženskými odpůrci. Pohřben byl v Olomouckém dómu.
Početný rod zvolských vladyků se v 15. století rozdělil na několik větví a vedle zvolského zboží, ke kterému patřilo kromě Zvole dalších pět okolních vsí a statků, získali Zvolští ze Zvole také např. Kolštejn (dnes Branná), Odry a další majetky.
Dalším významným příslušníkem rodu byl Jan Zvolský ze Zvole, známý humanista a básník. 
Někdy po roce 1500 získali zvolské léno páni ze Žerotína. V té době je také poprvé prokazatelně tvrz ve Zvoli připomínána. A to když v roce 1553 na ni tehdejší držitel léna Petr ze Žerotína zval k návštěvě svého švagra Půtu z Ludanic a na Rokytnici. V druhé polovině 16. století prodali Žerotínové zvolské zboží Marku z Weiczingu. Ten pak v roce 1564 prodal Zvoli se statky olomouckému biskupu Marku Khuenovi (1553–1565), který zvolské majetky natrvalo připojil k mírovskému biskupskému panství. 
Zvolská tvrz tak přestala sloužit jako šlechtické sídlo a byla v 17. století přeměněna z části na panskou sýpku a z části v hájovnu. Později však byla celá stržena.

### Bitva u Zvole
V období česko-uherských válek mezi českým králem Jiřím z Poděbrad a uherským králem Matyášem Korvínem byli vladykové ze Zvole příznivci uherského krále Korvína. A právě 1. října roku 1468 se odehrál jeden z konfliktů těchto válek – bitva u Zvole. Bitva se strhla na polích mezi obcemi Rájec a Zvole mezi českým královským vojskem, vedeným věrným straníkem Jiřího z Poděbrad Zdeňkem Kostkou z Postupic, a Matyášovou „černou rotou“, v jejímž čele stál hejtman Franc z Háje. Porážka českého vojska byla osudná nejen pro jeho velitele, který byl těžce zraněn a zemřel ještě téhož dne na Tunklově zábřežském zámku, ale i pro následný vývoj událostí v zemích koruny České.